# Bernard Coard
 (septembre 2018).
Si vous disposez d'ouvrages ou d'articles de référence ou si vous connaissez des sites web de qualité traitant du thème abordé ici, merci de compléter l'article en donnant les références utiles à sa vérifiabilité et en les liant à la section « Notes et références ».
Winston Bernard Coard, né le 10 août 1945 à Victoria, est un homme politique grenadien, vice-Premier ministre du gouvernement révolutionnaire populaire du New Jewel Movement. Il prend le pouvoir lors d'un coup d'État au sein du gouvernement révolutionnaire le 14 octobre 1983 avant d'être renversé le 19 octobre.

## Biographie

### Jeunesse, formation et premiers engagements
Bernard Coard est né dans une famille qui comptait plusieurs fonctionnaires coloniaux et magistrats. Il suit ses études secondaires à Grenade pendant lesquelles il rencontre Maurice Bishop. En 1962, il fonde avec lui la Grenada Assembly of Youth After Truth, une association qui organisait des conférences deux fois par mois sur la place de marché principale de Saint-Georges.
Coard quitte ensuite son île pour étudier aux États-Unis. À l'Université Brandeis, il étudie l'économie et la sociologie et adhère au Parti communiste USA. En 1967, il part en Angleterre, étudier l'économie à l'Université du Sussex et rejoint alors le Parti communiste de Grande-Bretagne. En parallèle à ses études, il travaille comme enseignant dans plusieurs écoles anglaises et, en 1971, il publie How the West Indian Child Is Made Educationally Subnormal in the British School System : The Scandal of the Black Child in Schools in Britain qui dénonce le racisme sous-jacent au système éducatif anglais.
En 1972, après avoir fini son doctorat, il part enseigner à l'Université des Indes occidentales à Trinité-et-Tobago jusqu'en 1974, puis en Jamaïque jusqu'en 1976. Durant son séjour en Jamaïque, il adhère à la Ligue de libération des travailleurs (WLL), un parti marxiste-léniniste.

### Retour à la Grenade, révolution et coup d’État contre Bishop
En 1976, Coard revient à la Grenade et rejoint le New Jewel Movement (NJM) fondé par son ami d'enfance Maurice Bishop. Il participe aux élections de 1976, mais n'est pas élu au siège de Saint-Georges où il se présentait. Après la prise de pouvoir par le New Jewel Movement et la mise en place du Gouvernement révolutionnaire populaire de la Grenade, Bernard Coard est ministre des Finances, du Commerce et de l'Industrie et sert comme vice-Premier Ministre de Maurice Bishop. Au sein du NJM, Coard incarne peu à peu l'aile marxiste-léniniste la plus intransigeante, condamnant les compromis de Maurice Bishop avec les Cubains et face aux États-Unis.
Le 14 octobre 1983, Coard met Bishop en état d'arrestation et se proclame Premier ministre. Des manifestations populaires libèrent Bishop. Ce dernier est de nouveau capturé par des membres de l'Armée révolutionnaire du peuple et exécuté. En parallèle, le général Hudson Austin se proclame chef d'un Conseil militaire révolutionnaire de Grenade et proclame l'état d'urgence et le couvre-feu intégral. Les États-Unis envahissent la Grenade et les Marines arrêtent Coard et les membres du gouvernement.

### Procès et prison
En août 1986, Coard est condamné à mort, mais cette sentence est commué en prison à vie en 1991. Il accomplit sa peine à la prison de Richmond Hill où il s'investit dans l'enseignement auprès des autres détenus. En septembre 2004, l'ouragan Ivan qui frappe la Grenade détruit en partie la prison et de nombreux détenus s'évadent, mais Coard reste dans le bâtiment, refusant de s'échapper tant que son honneur n'est pas lavé. En 2007, le Conseil privé le condamne à une peine de trente ans pour l'assassinat de Bishop. Cette peine est confondue avec les années déjà passées en prison et Bernard Coard sort de prison le 5 septembre 2009. Il promet alors de ne plus s'investir dans le champ politique.